# Pfadicorps Patria Bern

Pfadililie des Pfadicorps Patria

Das Pfadicorps Patria Bern ist ein Stadtberner Pfadfinder-Korps, das am 13. Februar 1913 gegründet wurde. Das Mitteilungsorgan des Pfadicorps Patria heisst Hallo und erscheint seit 1924 vierteljährlich.

## Geschichte
Der Verein wurde 1913 in Bern als Pfadfinderabteilung Patria von Walther von Bonstetten und den Gebrüdern André Lombard und Eduard Lombard gegründet. 1921 gründeten drei ehemalige Mitglieder der Pfadi Patria, darunter der ehemalige Abteilungsleiter Edgar Crasemann, in Zürich die Pfadfinderabteilung Flamberg.
Bei einem Besuch in Kandersteg im Jahr 1922 Walther von Bonstetten ein verlassenes Chalet und schlug Robert Baden-Powell die Schaffung eines internationalen Heims für Pfadfinder vor. 19:29, 28. Jan. 2019 (CET) Im darauf folgenden Jahr legte von Bonstetten mit der Gründung der Scouts International Home Association den Grundstein für die Entstehung des Kandersteg International Scout Center (KISC), welches das Weltzentrum der World Organization of the Scout Movement (WOSM) im schweizerischen Kandersteg betreibt. Im gleichen Jahr wurde das Patria-Hauptquartier, das Mauerrainheim beim Obergericht in Bern, gekauft.
Im Jahr 1925 nahm das Pfadicorps Patria mit über 200 Teilnehmern am ersten Schweizer Bundeslager in Bern teil, wobei Robert Baden-Powell der Abteilung Patria einen Besuch abstattete. Die Freundschaft zu Bonstetten führte ihn 1929 erneut zum Besuch der Patria. Am ersten World Scout Moot 1931 im Kandersteg International Scout Center waren die Patrianer als Helfer und in der Hauptleitung engagiert.
Für die Gründung und Betreuung des KISC in Kandersteg erhielt Bonstetten 1937 von Robert Baden-Powell die höchste Auszeichnung der Pfadfinder-Bewegung, den Bronze Wolf.
Am 23. Juni 1939 unterzeichnete Abteilungsleiter Bonstetten den Kaufvertrag für das Lagergelände Gwatt am Thunersee. Im folgenden Frühjahr wurde das erste Baulager durchgeführt.
Aufgrund der hohen Mitgliederzahl wurde die Abteilung 1949 in die vier Stämme Bantiger, Grauholz, Manneberg und Stockeren aufgeteilt.
Das 1955 erschienene Buch Mein Name ist Eugen vom Patrianer Klaus Schädelin befeuerte das Wachstum der Abteilung Patria zusätzlich.
1957 kaufte der Stamm Mannenberg das Berghaus Ramslouenen im Kiental. 1962 konnte das 60'000m² grosse Pfadigelände Hartlisberg ob Steffisburg gekauft werden, welches als zukünftiger Ersatz für das damals noch nicht veräusserte Gelände in Gwatt dienen sollte. Ein fünfter Stamm Lutzeren wurde 1964 eröffnet. Während dieser Zeit zählte die Abteilung weit über tausend Mitglieder.
Im Zuge der Gründung der Pfadibewegung Schweiz in 1987 wurde die Abteilung Patria in das Corps Patria umgewandelt, dabei wurden die Stämme zu Abteilungen, welche bis zur Umstrukturierung des Pfadicorps Patria im März 2003 Bestand hatten. Um dem in der Pfadibewegung Schweiz verbreiteten Mitgliederschwund entgegenzuwirken, wurde das Pfadicorps Patria 2003 restrukturiert, wobei die Abteilungsstrukturen (Grauholz, Gurten, Mannenberg, Lutzeren) aufgelöst sowie Einheiten zusammengeschlossen und ins Corps überführt wurden.
Ein wichtiger Wendepunkt war die Rückkehr zur 100 % Ehrenamtlichkeit. Dies führte 2009 zur Neuorganisation und Ausrichtung des Sekretariats. Im Frühjahr 2010 fiel der Startschuss zum Anbau zweier möblierter Zimmer an das Pfadiheim Hartlisberg, oberhalb von Steffisburg bei Thun. Am 5. März 2011 wurde nach über 10 Jahren eine neue Einheit (Meute Raschka) eröffnet. Das langjährige Projekt der Corps- und Abteilungsleitung legte den Grundstein zu einer nachhaltigen Wachstumsstrategie. Am 24. April 2012 fusionierte die Pfadiabteilung Auguet mit dem Pfadicorps Patria. Vorgängig wurde die Abteilung Auguet während zweier Jahre durch die Patria unterstützt.
Im Frühjahr 2013 wurde auch das Pfadiheim Tannenthal, welches zur Pfadiabteilung Auguet gehörte, in die Patria integriert. Die Patriatreppe, welche die Stadtbachstrasse mit dem Mauerrain verbindet, wurde im Rahmen des Jubiläumsfestes am 7. September 2013 durch die Gemeinderätin Franziska Teuscher eröffnet. Der 18. Sozialpreis der Stadt Bern ging am 5. Dezember 2013 u. a. an das Pfadicorps Patria Bern.

## Heime des Pfadicorps Patria
Der Verein unterhält in der Stadt und im Kanton Bern diverse Heime. So besitzt das Pfadicorps Patria gleich in Bahnhofsnähe mitten im Zentrum von Bern das Pfadiheim Mauerrain. Auf Stadtgebiet kommen noch das Elfenauheim, das Bantigerheim und das Eymattheim hinzu. Das Hartlisbergheim oberhalb von Steffisburg, das Ramsloueneheim oberhalb von Kiental sowie die rot-weisse Insel und das Tannetalheim in der Gemeinde Muri bei Bern gehören dem Pfadicorps Patria.
Der 1956 eingeweihte Patria Room im Kandersteg International Scout Centre wurde vom Pfadicorps Patria gestiftet.

## Abteilungsleiter der Patria
- 1913 André Lombard (Hegel)
- 1914 André Lombard (Hegel) / Manfred von Wattenwyl / Bachmann
- 1915 Bachmann / Eduard Lombard (Wadi) / André Lombard (Hegel)
- 1916 Manfred von Wattenwyl
- 1917 Manfred von Wattenwyl / <<Oberleitung>>
- 1918 <<Oberleitung>> / Isenegger
- 1919 Isenegger / Blatter / Denis Lombard / Crasemann
- 1920 Crasemann / Roquette / Denis Lombard / von Steiger
- 1921 von Steiger / André Lombard (Hegel)
- 1922 André Lombard (Hegel)
- 1923 André Lombard (Hegel) / Walther von Bonstetten
- 1924–1943 Charles von Bonstetten
- 1944–1945 <<Abteilungsleitung>>, Obmann Gotthard Jakob
- 1946–1958 Rolf Nüscheler
- 1959 <<Abteilungsleitung>>, Obmann Ernst Ehret
- 1960 Ernst Ehret

## Persönlichkeiten
- Walther von Bonstetten (Schüfeli),[26] 5. Juni 1867, † 4. November 1949, Diplomat, war ein Gründungsmitglied des Pfadicorps Patria und des Schweizerischen Pfadfinderbunds (SPB). Er war von 1918 bis 1942 zuerst Zentralpräsident, dann Bundesfeldmeister und später Präsident des SPB. Er war zweifellos eine der zentralen Schlüsselfiguren für den erfolgreichen Aufbau des Pfadfinderbundes in der Schweiz.[3]
- Edgar Crasemann (Bary),[27] 29. Januar 1896, † 18. Juli 1973, Oberfeldmeister (Abteilungsleiter) der Pfadfinderabteilung Patria Herbst 1919 bis Februar 1920.
- Manfred von Wattenwyl (Trutz),[28] Politiker, war von 1927 bis 1967 Bundessekretär des SPB sowie politisch in Bern aktiv.[29]
- Mani Matter (Mani), 4. August 1936, † 24. November 1972, Jurist, Pfadfinder im IX. Trupp Stamm Grauholz (1947–1953), Trupp- und Ringführer des XII. Trupps (1953–1955), Stammrat & Jungfeldmeister (1955–1961)[30] und Mundart-Liedermacher. Er hatte seinen ersten Auftritt an einem Unterhaltungsabend (UA) des Pfadicorps Patria.[31] Seinen Künstlernamen Mani übernahm er von seinem Pfadfindernamen.[32] Des Weiteren existiert von Mani ein Gedicht namens Patrianer, hört mein Klagen, das im Hallo 3/1959 veröffentlicht wurde.[33] Mani hat die Manuskripte zu verschiedenen an Unterhaltungsabenden aufgeführten Theatern des Pfadicorps Patria geschrieben.[33]
- Guido Schmezer (Schnägg),[34] Schriftsteller, bekannt als Ueli der Schreiber, war lange »Hausautor« des Vereins.[35][36] Schmezer schrieb unter anderem für den Nebelspalter.
- Klaus Schädelin (Gockel),[37] Schriftsteller, war aus der Pfadfinderei mit Mani Matter befreundet.[38] Seine bekannteste Geschichte Mein Name ist Eugen wurde als Serie ursprünglich für das Hallo geschrieben und erst später in Buchform publiziert.[39] Die Titelfigur Eugen und seine Kollegen sind deshalb Mitglieder des Pfadicorps Patria. Im Jahr 2004 waren Mitglieder des Pfadicorps Patria bei der Verfilmung des Stoffes als Statisten dabei.[40][41] Schädelin war von 1958 bis 1973 im Berner Gemeinderat als Fürsorge- und Gesundheitsdirektor tätig.
- Alexander Tschäppät (Puma), Politiker, war in seiner Jugend Mitglied des Pfadicorps Patria.[42] Er war von 2001 Gemeinderat und von 2004 Stadtpräsident von Bern bis Ende 2016.
- Alec von Graffenried (Guiness),[43] Politiker, war während seiner Zeit im Gymnasium Mitglied des Pfadicorps Patria.[44] Er ist seit 2016 Gemeinderat und seit 2017 Stadtpräsident von Bern.